# Мала Трновитиця
45°42′ пн. ш. 16°56′ сх. д. / 45.70° пн. ш. 16.93° сх. д.
Мала Трновитиця (хорв. Mala Trnovitica) — населений пункт у Хорватії, у Б'єловарсько-Білогорській жупанії у складі громади Велика Трновитиця.

## Населення
Населення за даними перепису 2011 року становило 58 осіб.
Динаміка чисельності населення поселення: